# Jean-Pierre Giroud

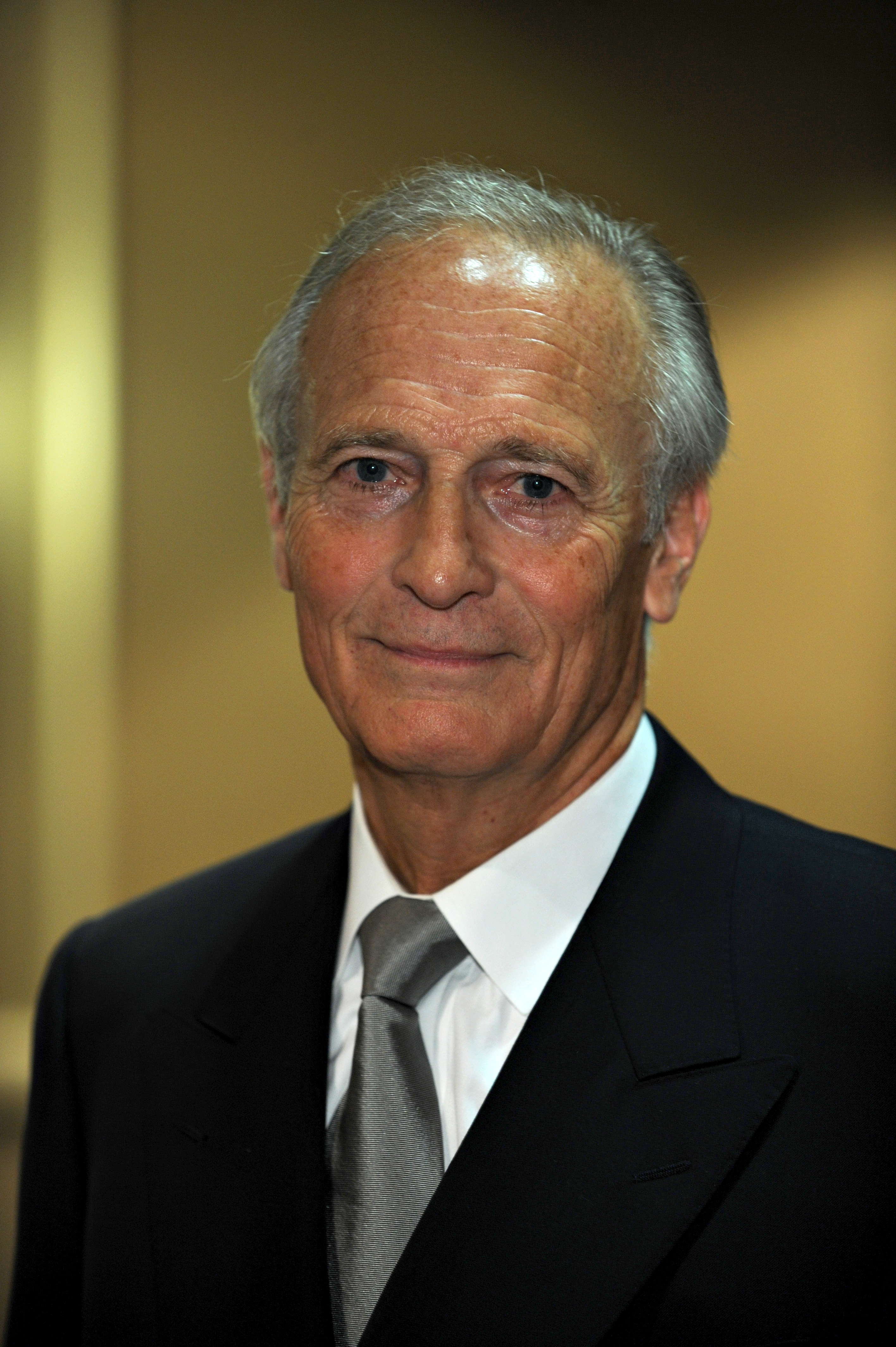
Jean-Pierre Giroud

Jean-Pierre Giroud (* 1938) ist ein französischer Bauingenieur (Geotechnik), bekannt als Pionier der Geokunststoffe.
Giroud studierte Bauingenieurwesen an der École Centrale des Arts et Manufactures de Paris (Diplom 1961) und an der Universität Grenoble, wo er 1963 in Bodenmechanik promoviert wurde, 1964 sein Lizenziat erhielt und 1974 nochmals promoviert wurde. 1963 bis 1965 leistete er seinen Wehrdienst als Leutnant in der französischen Luftwaffe. Er war ab 1965 Assistenzprofessor und ab 1971 Professor in Grenoble und 1976 bis 1978 stellvertretender Direktor des Institut de Recherches Interdisciplinaires de Géologie et Mécanique. Außerdem beriet er die Regionalregierung des Distrikts Grenoble in geotechnischen Fragen (Erdrutsche, Steinschläge). 1977/78 war er Professor an der École Nationale des Trauvaux Publiques in Lyon. Ab 1978 gab er seine Professur auf und leitete die Geotextil und Geomembran Abteilung bei Woodward-Clyde Consultants. 1983 war er einer der Gründer, Vorstand und technischer Leiter von Geosyntec Consultants. 2001 ging er dort in den Ruhestand (blieb aber Chairman Emeritus auf Lebenszeit) und wirkte als unabhängiger Berater in seiner Firma J. P. Giroud Consultants.
Mit Forschung und Entwicklung auf dem Gebiet von Geokunststoffen befasst er sich seit 1969. Von ihm stammen die Begriffe Geotextilie und Geomembran. 1970 baute er den ersten Damm, der mit Geotextilien verstärkt war. Er entwickelte viele der heute gebräuchlichen Testverfahren, Verfahren zur Qualitätskontrolle und Entwurfsverfahren für Geokunststoffe.
1994 war er Mitgründer und er ist Herausgeber von Geosynthetics International und 1984 bis 1994 war er Herausgeber von Geotextiles and Geomembranes, das er 1984 mit gründete. Er organisierte 1982 die zweite International Conference on Geotextiles und 1984 die International Conference on Geomembranes. Er stand zweimal dem Komitee für Geokunststoffe (Geosynthetics) der International Society for Soil Mechanics and Foundation Engineering vor.
2008 hielt er die Terzaghi Lecture und 2005 die Terzaghi Vorlesung in Wien (Geosynthetics engineering: successes, failures and lessons learned). Er war 1983 bis 1986 Vizepräsident und 1986 bis 1990 Präsident der International Geosynthetics Society (IGS), deren Ehrenmitglied er seit 2002 ist und deren Preis (IGS Award) er 1994 erhielt. 1983 bis 1989 stand er dem Technischen Komitee für Geotextilien und Geokunststoffe der International Society for Soil Mechanics and Geotechnical Engineering (ISSMGE) vor. 1983 erhielt er den President´s Award der International Fabrics Association International (IFAI).
Er ist Mitglied der National Academy of Engineering und Ehrendoktor der Universität Bukarest.

## Schriften
- Design of Geomembrane Applications, Geosynthetics International, Sonderheft,
- Control of liquid migration using geosynthetic liner systems, Geosynthetics International, Sonderheft
- Liquid collection systems, Geosynthetics International, Sonderheft
- Geosynthetic Design Examples, Wiley 1997
- Geosynthetics and Geomembranes, Industrial Fabrics Association International, Saint Paul, Minnesota, 1985
- mit J. F. Beech, A. Khatami Geosynthetics Bibliography, 2 Bände, Industrial Fabrics Association International, Saint Paul, Minnesota, 1993/94 (über 10.000 Referenzen)
- Tassement et stabilité des fondations superficielles, Presse Universitaire de Grenoble 1975
- Tables pour le calcul des fondations, Paris, Dunod 1972